# Sztolnia Czarnego Pstrąga
Sztolnia Czarnego Pstrąga – 600-metrowy fragment Głębokiej Sztolni „Fryderyk” (niem. Tiefer Friedrich-Stollen), najdłuższej w rejonie Tarnowskich Gór sztolni odwadniającej, należącej do założonej w 1784 roku królewskiej kopalni rudy ołowiowo-srebrowej „Fryderyk” (niem. Königliche Friedrichsgrube).

## Historia

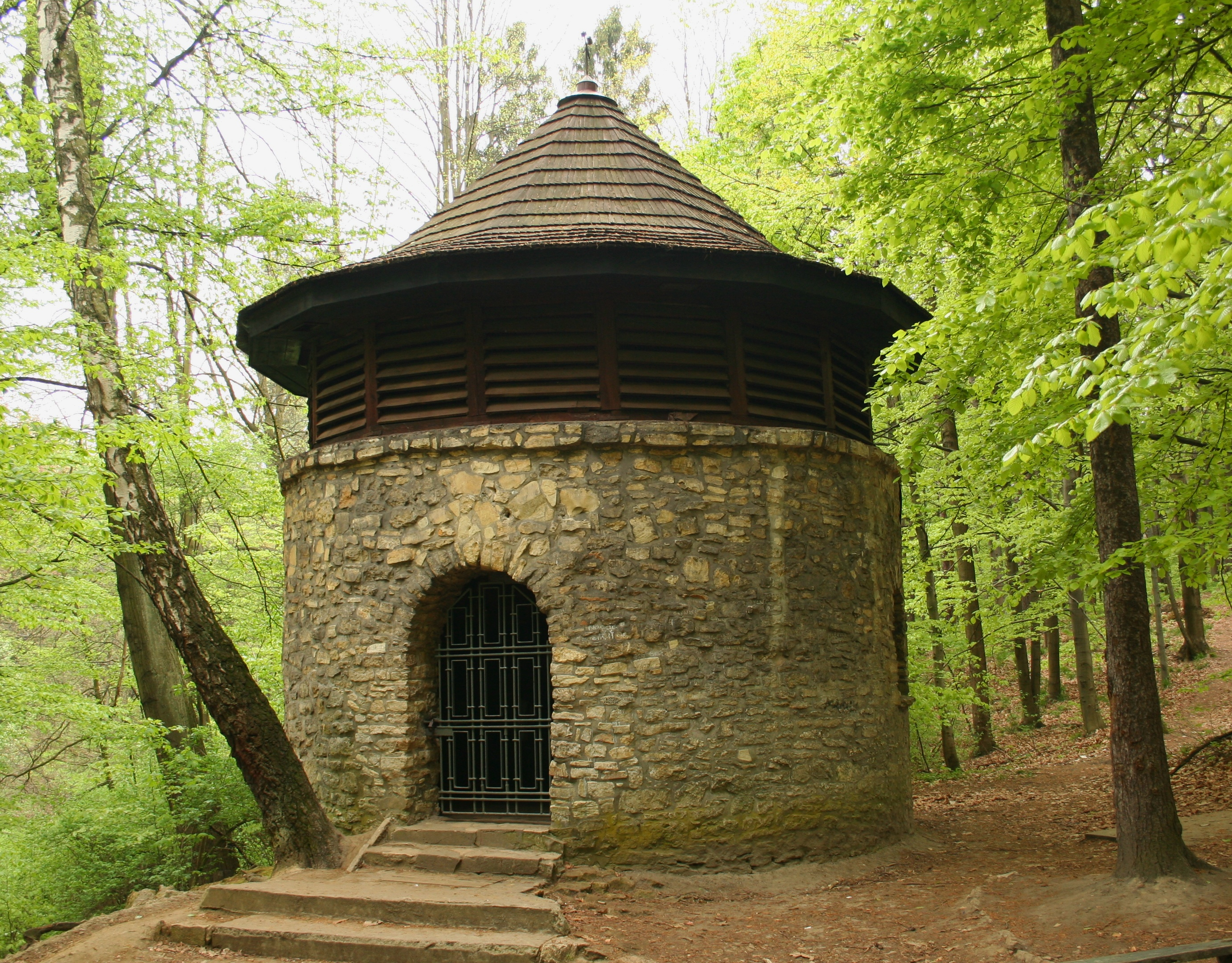
Szyb sztolniowy nr 13 („Ewa”)

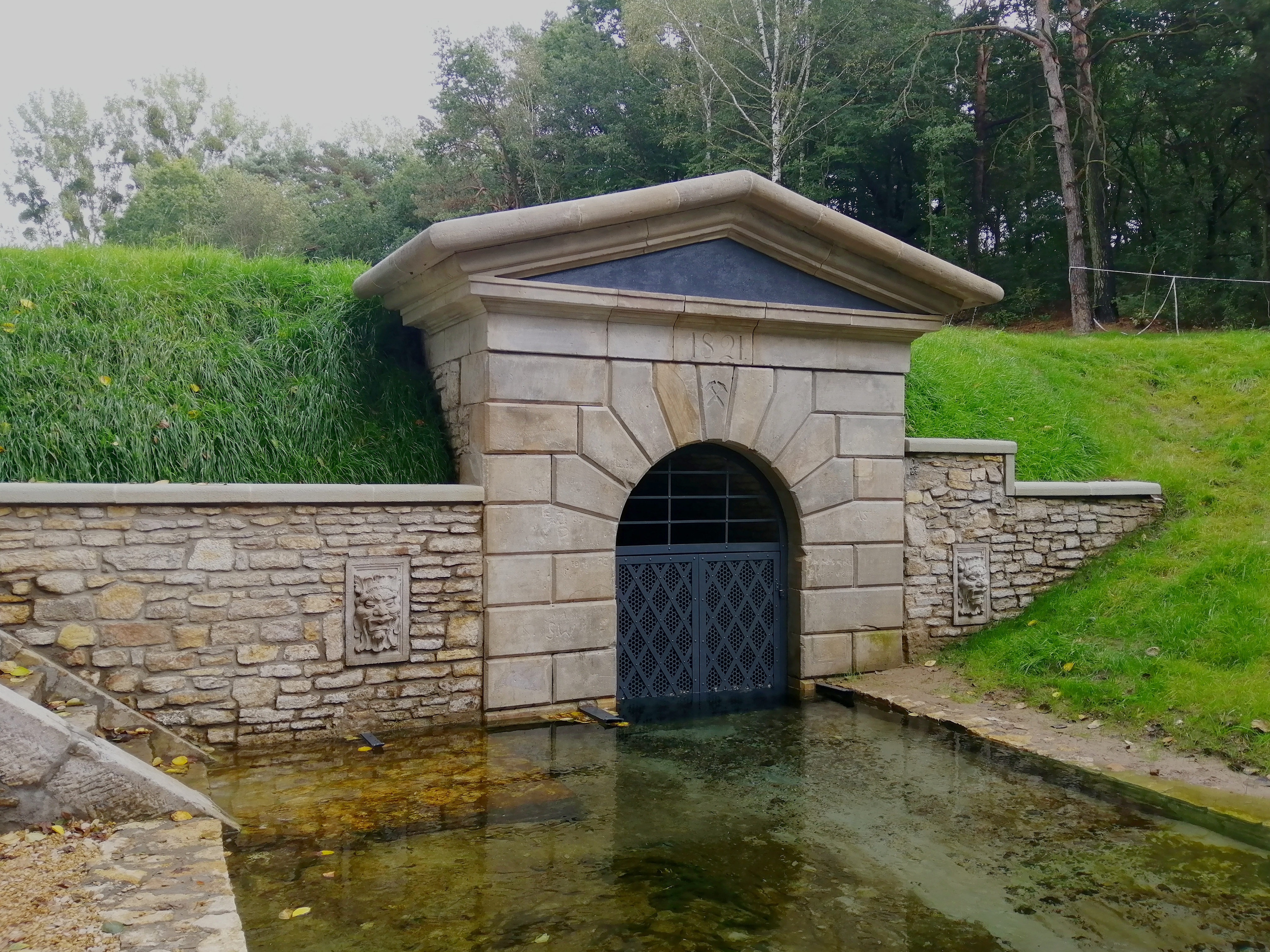
Portal wylotu Głębokiej Sztolni Fryderyk w Ptakowicach

Wkrótce po rozpoczęciu działalności królewskiej kopalni rud „Fryderyk” w 1784 roku pojawiła się konieczność stworzenia nowego, bardziej wydajnego systemu odprowadzania wód z podziemi, który zastąpiłby istniejące kieraty konne. Podjęto decyzję o wybudowaniu nowej sztolni odwadniającej (zarzucając plany odbudowy istniejącej dawniej sztolni „Krakowskiej”) według projektu górmistrzów Thürnagela i Eislebena opracowanego w listopadzie, a zatwierdzonego w grudniu 1820 roku. Budowę sztolni zaplanowano na 15 lat, a jej chodnik o długości niemal 4570 metrów miał osiągnąć istniejący już szyb „Adolph” na terenie stacji wodociągowej „Staszic”.
Sztolnię „Fryderyk” rozpoczęto drążyć 21 kwietnia 1821 roku w Ptakowicach, gdzie początkowo zbudowano kanał odprowadzający wody, zwany roznosem (niem. Rösche lub Tagerösche) oraz wylot, zwany oknem (niem. Mundloch) ujęty w ozdobny klasycystyczny portal z piaskowca, na którego tympanonie umieszczono metalową tablicę z inskrypcją TIEFE / FRIEDRICH-STOLLN (niezachowana do czasów współczesnych) oraz wyryto rok rozpoczęcia budowy i godło górnicze. Powstał również pierwszy murowany odcinek chodnika głównego. Chodnik o długości 4568 m drążono jednocześnie z 14 przodków udostępnionych wykopanymi w linii przebiegu sztolni szybikami, zwanymi świetlnikami, inaczej świetlikami (niem. Lichtlöcher, Lichtschächte). Dla celów wentylacji przodków zgłębiono wzdłuż trasy sztolni 25 szybików, zaś istniejący szyb „Adolph” pogłębiono. Dwa nowe szyby były pomocnicze i służyły do transportu materiałów oraz wydobycia urobionej w chodniku skały, na dwóch kolejnych zainstalowano maszyny parowe o średnicach cylindrów 40 cali (zainstalowana na stałe obok szybu „Adolph”, na terenie obecnej stacji wodociągowej „Staszic”) i 24 cale (działała m.in. w szybie „Pokój” koło hałdy popłuczkowej). Jedynie trzem szybom nadano nazwy. Były to szyby: „Glückhilf” (pol. „Pomoc Szczęściu”), „Zwischen” (pol. „Pośredni”) i „Kummer” (pol. „Zmartwienie”). Ujście części podziemnej ujęto wspomnianą bramą, murowaną z bloków piaskowca, zaś obecnie jej roznos po 889 metrach łączy się z rzeką Dramą. Od północy, równolegle do roznosu i płynącej na południe od niego Dramy wykopano na granicy Ptakowic i Zbrosławic rów odwadniający (niem. Fluthgraben), zabezpieczający roznos przed napływem wód gruntowych z pól i tym samym podniesieniem się poziomu wody w sztolni. Rów ten (częściowo zachowany) i roznos łączyły się w jednym punkcie z Dramą w odległości 86 m na zachód od mostu drogi Wilkowice-Ptakowice (ob. ul. Reptowska).
Drążenie chodnika postępowało w tempie 3-4 metrów na tydzień. Ostatecznie sztolnię oddano do użytku 15 lipca 1834 roku. Uroczystości odbyły się u jej wylotu, a także w pobliżu szybu „Adolph” (obecnie „Staszic”) i były połączone z jubileuszem 50-lecia kopalni „Fryderyk”.

## Znaczenie turystyczne

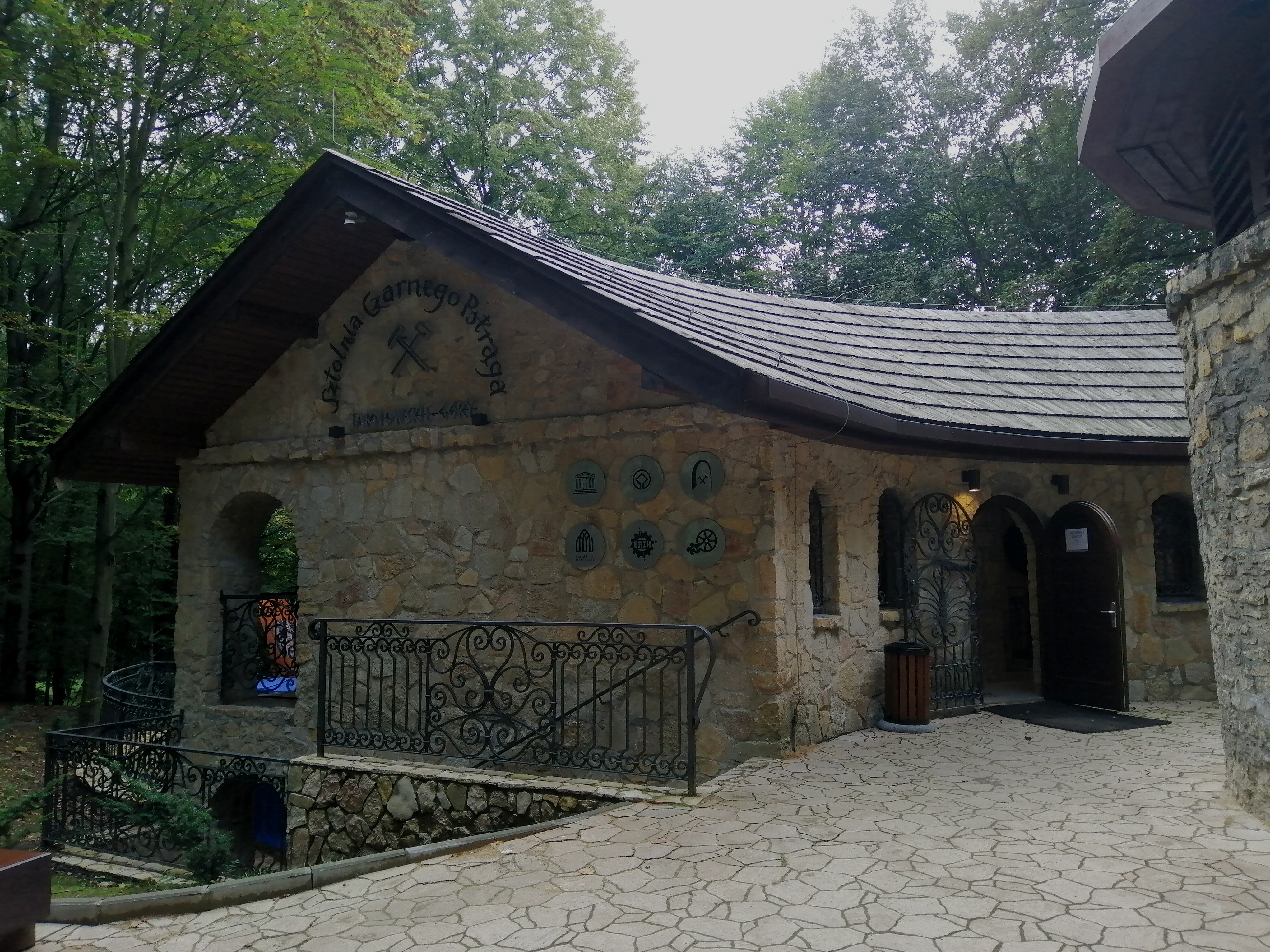
Oddana do użytku w 2020 roku baza turystyczna przy szybie „Sylwester”

Sztolnię można zwiedzać od 1957 roku. Jest ona jedną z atrakcji Szlaku Zabytków Techniki Województwa Śląskiego. Sztolnia Czarnego Pstrąga oraz podziemia Zabytkowej Kopalni Srebra zostały uznane za pomnik historii rozporządzeniem Prezydenta RP z 14 kwietnia 2004 roku.
Trasa turystyczna przebiega pomiędzy szybami „Ewa” (szyb sztolniowy nr 13 Sztolni Głębokiej „Fryderyk”; głębokość 20 m) i „Sylwester” (szyb sztolniowy nr 17; głębokość 30 m). Podczas wycieczki, która odbywa się łodziami, można obserwować niewielkie, tworzące się współcześnie stalaktyty i oryginalne partie chodnika sztolniowego wykutego w skale dolomitowej.
Zwiedzanie obiektu rozpoczyna się od zejścia krętymi schodami do podziemnej przystani znajdującej się w szybach „Ewa” lub „Sylwester” (ruch wahadłowy). Kilkadziesiąt metrów pod ziemią turyści wsiadają do łodzi i przy świetle lamp przepływają odcinek 600 m – do 2018 roku najdłuższy w Polsce podziemny przepływ łodziami. Przewodnik odpychając łódki od ociosów, opowiada o historii tarnogórskiego górnictwa. Na skutek zmiennego profilu terenu, sztolnia usytuowana jest na głębokości 20–30 m. Szerokość sztolni waha się od 1,2 do 2,5 m, wysokość dochodzi do 4 m, a głębokość wody wynosi od 0,7 do 1 m.
Podczas 11. edycji Industriady, która odbyła się 26 września 2020 roku, oddano do użytku nowo wybudowaną bazę turystyczną – obiekt według projektu Waldemara Musioła, dwukondygnacyjny, z tarasem widokowym na dolinę rzeki Dramy, mieszczący centrum obsługi turysty, sklep z pamiątkami, salę edukacyjną i toalety, położony bezpośrednio przy szybie „Sylwester”, do którego nawiązuje stylem i materiałami wykorzystanymi do budowy.

## Obiekt UNESCO
Sztolnia Czarnego Pstrąga (wraz z Zabytkową Kopalnia Srebra oraz innymi obiektami pokopalnianymi) została zgłoszona przez Ministerstwo Kultury i Dziedzictwa Narodowego na wniosek Stowarzyszenia Miłośników Ziemi Tarnogórskiej do wpisu na listę światowego dziedzictwa UNESCO. Wpisu na listę dokonano podczas 41. sesji Komitetu Światowego Dziedzictwa w Krakowie 9 lipca 2017.